# Atanazy al-Sandali
Atanazy al-Sandali (ur. ?, zm. 758) – do  758 roku mianowany przez kalifa Al-Mansura syryjsko-prawosławny Patriarcha Antiochii. Syryjski Kościół Ortodoksyjny uważa go za antypatriarchę. Data końca początku jego panowania nie jest znana.